# Tân Hà, huyện Tân Châu
Tân Hà là một xã thuộc huyện Tân Châu, tỉnh Tây Ninh, Việt Nam.

## Địa lý
Xã Tân Hà có vị trí địa lý:
- Phía đông giáp xã Tân Đông
- Phía tây giáp huyện Tân Biên
- Phía nam giáp xã Tân Hội
- Phía bắc giáp Campuchia.

Xã Tân Hà có diện tích 47,85 km², dân số năm 2019 là 6.883 người, mật độ dân số đạt 144 người/km².

## Hành chính
Xã Tân Hà được chia thành 5 ấp: Tân Cường, Tân Dũng, Tân Kiên, Tân Lâm, Tân Trung.

## Lịch sử
Trước đây, địa bàn xã Tân Hà là một phần của xã Tân Đông.
Năm 1994, Chính phủ ban hành Quyết định số 43-CP, về việc thành lập xã Tân Hà trên cơ sở:
- Tách ấp Đông Hà thuộc xã Tân Đông để thành lập xã Tân Hà
- Xã Tân Hà có 6.700 hécta diện tích tự nhiên và 3.015 nhân khẩu.